# CBBC
CBBC – brytyjski kanał telewizyjny adresowany do dzieci w wieku 6-12 lat, należący do publicznego nadawcy radiowotelewizyjnego, BBC. Jest dostępny w naziemnym i niekodowanym satelitarnym przekazie cyfrowym (Astra 2D na pozycji 28.2°E), przy czym do jego odbioru poza Wielką Brytanią potrzebna jest antena satelitarna o średnicy większej niż 60 cm (np. 80 cm w okolicach Paryża).
Skrót CBBC (Children's BBC, dziecięce BBC) zaczął funkcjonować w 1985 jako nazwa bloku programów dla dzieci na antenie BBC One, BBC Two i BBC Choice. Potem także kanałów zagranicznych BBC (np. BBC Prime). Od 11 lutego 2002 działa także osobny kanał pod tą nazwą, prezentujący codziennie 14 godzin programu w godzinach 7:00-21:00 (dawniej 7:00-19:00, po czym jego miejsce w eterze zajął BBC Three). Siostrzaną stacją jest CBeebies.
26 maja 2022 roku dyrektor generalny BBC Tim Davie zapowiedział wyłączenie sygnału telewizyjnego CBBC w najbliższych latach i przeniesienie go do internetowej usługi nadawcy - iPlayer. Powodami mają być wzrost popularności używania platform streamingowych przez młodzież w ostatnich latach oraz cięcie kosztów.

## Logo
| 1985-1991    | Napis "CHILDREN'S", pod nim duży, animowany napis "BBC".                                                                                      |
| 1991-1997    | Napis "BBC" stał się logiem, a napis "CHILDREN'S" stał się animowany.                                                                         |
| 1997-2002    | Czarna litera C, po prawej stronie czarne logo BBC na żółtym prostokącie.                                                                     |
| 2002-2005    | Fioletowa litera C, pod nim czarne logo BBC na zielonym trójkącie z zaokrąglonymi wierzchołkami (zielony trójkąt leżał na czarnym trójkącie). |
| 2005-2007    | Zniknął czarny trójkąt, za to zrobiono zielony trójkąt na komputerze, logo BBC stało się białe.                                               |
| 2007-2016    | Biały napis "cbbc" z czarnym obrzeżem na zielonym polu (logo BBC ponownie czarne).                                                            |
| 2016-2023    | Cztery półkola, które tworzą napis CBBC. |
| 2023-obecnie | Logo BBC, a pod nim napis CBBC. Wszystko jest w kolorze jasnozielonym.                                                                        |